# 50×15
50×15 – inicjatywa ogłoszona przez prezesa firmy AMD, Hectora Ruiza podczas Światowego Forum Ekonomicznego w Davos w 2004. Inicjatywa ta ma na celu zapewnienie taniego dostępu do Internetu i komputerów połowie ludności świata do 2015.

Ruiz tak wypowiedział się o tej inicjatywie: 

Inicjatywa 50×15 to coś więcej niż tylko działanie dla dobra ludzkości. Jej efekty mają być znacznie ważniejsze — ma ona być źródłem nowych możliwości gospodarczych i reinwestycji na dynamicznie rozwijających się rynkach — zwłaszcza w dziedzinie produkcji i dystrybucji lokalnej. Podejście to opiera się na zachętach i strategiach, u podstaw których leży nie tylko dobra wola, lecz również możliwość osiągnięcia korzyści biznesowych.

Aby umożliwić zrealizowanie inicjatywy, w 2004 firma AMD podjęła się opracowania „osobistego komunikatora internetowego” (ang. Personal Internet Communicator). To niedrogie i łatwe w obsłudze urządzenie, umożliwia pierwszy kontakt z Internetem użytkownikom z dynamicznie rozwijających się krajów, w tym Indii, Meksyku, Brazylii, Rosji i Chin.

## Partnerstwo i uczestnictwo w programie
Program partnerski 50×15 skupia się na siedmiu kluczowych obszarach rozwoju:
- energia – sieć elektryczna, energia słoneczna lub generator
- łączność – przewodowa, bezprzewodowa, satelitarna
- urządzenia – serwery, komputery PC, laptopy, cienki klient, inne urządzenia umożliwiające korzystanie z Internetu
- finanse – programy rządowe, instytucje finansowe, fundacje, które oferują mikropożyczki oraz inne środki pomagające społecznościom lokalnym w finansowaniu dostępu do Internetu
- zawartość – aplikacje odpowiednie dla lokalnych potrzeb, informacje dostępne w wielu językach
- wiedza specjalistyczna – szkolenia, serwis napraw, ogólne wspieranie otoczenia
- projekt struktury – rozwiązania, które pozwolą budować wielozadaniowe, trwałe, tanie urządzenia.